# Saison 2016 de l'équipe cycliste Ecuador
La saison 2016 de l'équipe cycliste Ecuador est la quatrième de cette équipe.

## Préparation de la saison 2016

### Arrivées et départs
| Arrivées               | Équipe 2015      |
| ---------------------- | ---------------- |
| Edson Calderón         | Manzana Postobón |
| Cristian Pita          | ?                |
| Jonathan Villavicencio | ?                |

| Départs             | Équipe 2016                    |
| ------------------- | ------------------------------ |
| José Bone           | ?                              |
| Isaac Carbonell     | Caja Rural-Seguros RGA amateur |
| Daniel Domínguez    | GSport-València Esports        |
| Higinio Fernández   | ?                              |
| João Gaspar         | Funvic Soul Cycles-Carrefour   |
| Adrián Jaramillo    | ?                              |
| Segundo Navarrete   | Power                          |
| Sebastián Rodríguez | ?                              |
| Jaume Rovira        | ?                              |
| Jordi Simón         | Verva ActiveJet                |
| Albert Torres       | Raleigh GAC                    |
| Esteban Villareal   | ?                              |

## Coureurs et encadrement technique

### Effectif
| Cycliste               | Date de naissance | Nationalité | Équipe 2015      |  |
| ---------------------- | ----------------- | ----------- | ---------------- |  |
| Edson Calderón         | 3 juin 1984       | Colombie    | Manzana Postobón |  |
| Jefferson Cepeda       | 2 mars 1996       | Équateur    | Ecuador          |  |
| Byron Guamá            | 14 juin 1985      | Équateur    | Ecuador          |  |
| Pablo Hidalgo          | 16 juillet 1987   | Équateur    | Ecuador          |  |
| Jorge Luis Montenegro  | 26 septembre 1988 | Équateur    | Ecuador          |  |
| Carlos Quishpe         | 21 juillet 1991   | Équateur    | Ecuador          |  |
| Cristian Pita          | 6 février 1995    | Équateur    |                  |  |
| José Ragonessi         | 11 décembre 1984  | Équateur    | Ecuador          |  |
| Albert Torres          | 26 avril 1990     | Espagne     | Ecuador          |  |
| Henry Velasco          | 17 novembre 1992  | Équateur    | Ecuador          |  |
| Jonathan Villavicencio | 21 mai 1991       | Équateur    |                  |  |

## Bilan de la saison

### Victoires
| Date | Course | Pays | Classe | Vainqueur |
| ---- | ------ | ---- | ------ | --------- |